# Holdkék szitakötő

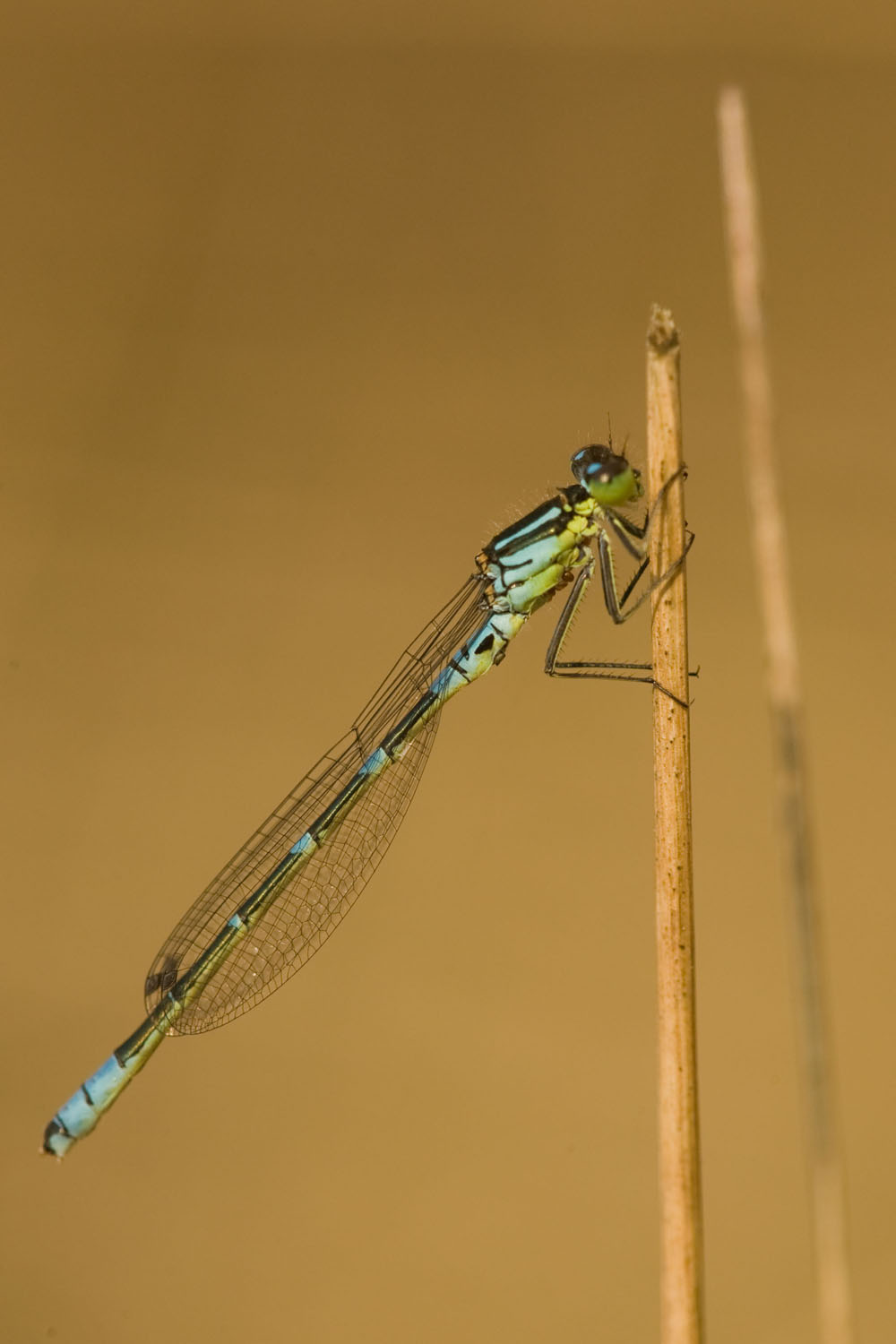
Hím holdkék szitakötő

A holdkék szitakötő (Coenagrion lunulatum) a légivadászok családjába tartozó, főleg Észak-Európában és Ázsia északi részein előforduló szitakötőfaj. Egyes forrásokban Coenagrion vernale (Hagen, 1839) néven szerepel. Előfordulási területe Kína északnyugati részétől Írországig terjed, leginkább Skandináviában elterjedt, Hollandiában és Írországban az előfordulása szórványos, mindenhol máshol kifejezetten ritka. Angol elnevezéseinek egyike (Irish Damselfly) arra a különös tényre utal, hogy míg az Ír-szigeten a faj nem ismeretlen, Nagy-Britannia más részein nem fordul elő. Magyarországról egyetlen hitelesnek tekinthető előfordulási adata van az 1930-as évekből, a Déli-Bükkből, Lillafüredről.